# Croome
Croome – osada w Anglii, w hrabstwie East Riding of Yorkshire. Leży 41 km na północ od miasta Hull i 288 km na północ od Londynu.